# Elizabeth Deignan
Elizabeth Mary "Lizzie" Deignan, nata Armitstead (Otley, 18 dicembre 1988), è un'ex ciclista su strada ed ex pistard britannica. Ciclista completa, professionista dal 2010, in carriera ha vinto un argento in linea ai Giochi olimpici, un titolo mondiale in linea su strada e uno nell'inseguimento a squadre su pista. Si è inoltre aggiudicata due coppe del mondo su strada, un World Tour e un titolo in linea ai Giochi del Commonwealth.
Dal 17 settembre 2016 è sposata con il ciclista irlandese Philip Deignan.

## Carriera

### 2007-2009: le vittorie su pista

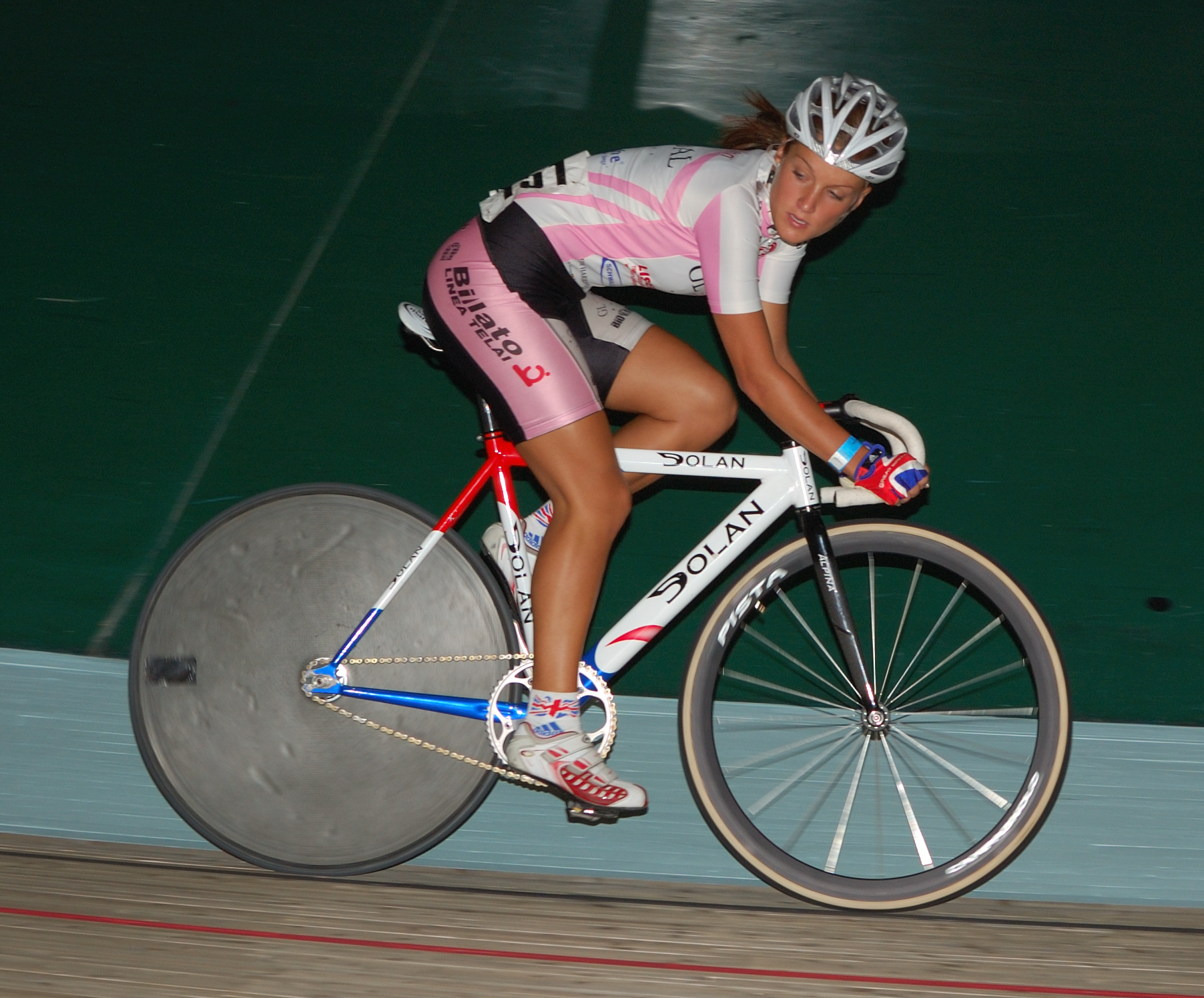
Armitstead in pista a Manchester nel 2007

Attiva inizialmente solo nel ciclismo su pista, si mette in evidenza già all'età di 15 anni, venendo selezionato per l'accademia della British Cycling. Nel 2005 vince la medaglia d'argento nello scratch ai campionati del mondo juniors, mentre nel 2007 si aggiudica il titolo europeo Under-23 nello scratch. Nonostante un infortunio sul finire del 2007, che la costringe a interrompere gli allenamenti per alcuni mesi, nell'inverno 2008-2009 è di nuovo protagonista. Dopo aver vinto i titoli europei Under-23 dell'inseguimento a squadre e dello scratch (bis), si mette in evidenza durante la coppa del mondo su pista 2008-2009: tra ottobre e febbraio riesce infatti a vincere ben sette gare di coppa, tre nell'evento di Manchester (inseguimento a squadre, scratch e corsa a punti), due in quello di Melbourne (inseguimento a squadre e scratch) e due in quello di Copenaghen (inseguimento a squadre e scratch). Ai Campionati del mondo di Pruszków del marzo 2009, infine, si aggiudica il titolo iridato nell'inseguimento a squadre (in terzetto con Wendy Houvenaghel e Joanna Rowsell), l'argento nello scratch e il bronzo nella corsa a punti. Nell'inverno seguente porta a nove il bottino di vittorie in coppa del mondo, vincendo due prove, quelle di corsa a punti e inseguimento a squadre, dell'evento di Manchester valido per la coppa 2009-2010; si aggiudica anche i primi due titoli nazionali Elite.
Per quanto riguarda l'attività su strada, nel 2008 Armitstead vince la Dwars door de Westhoek in Belgio e ai campionati del mondo a Varese ricopre un importante ruolo di gregaria contribuendo al successo della connazionale Nicole Cooke nella prova in linea. Nel 2009 gareggia su strada con il team belga Lotto-Belisol Ladies: durante l'anno riesce ad aggiudicarsi la maglia bianca di miglior giovane al Giro d'Italia (conclude quindicesima nella generale) e a vincere una tappa al Tour de l'Ardèche, gara in cui conclude al terzo posto. Si classifica inoltre seconda al campionato nazionale in linea (migliore Under-23).

### 2010-2012: il professionismo su strada e l'argento olimpico
Nel 2010 debutta da professionista su strada con gli svizzeri del Cervélo TestTeam. Durante la prima parte di stagione vince una tappa al prestigioso Tour de l'Aude e si piazza seconda al campionato nazionale in linea (migliore Under-23); tra agosto e settembre si aggiudica quindi una tappa alla Route de France e tre frazioni al Tour de l'Ardèche. Conclude l'anno con il nono posto in linea ai campionati del mondo su strada di Melbourne e con la medaglia d'argento in linea ai Giochi del Commonwealth di Delhi, preceduta in volata da Rochelle Gilmore. Nel 2011 passa al Team Garmin-Cervélo: in stagione si aggiudica una frazione al Tour of Chongming Island, il campionato nazionale in linea e una tappa al Thüringen Rundfahrt, e si piazza seconda al Tour of Chongming Island World Cup, valido per la coppa del mondo. In chiusura di annata è invece settima in volata ai campionati del mondo di Copenaghen; vince anche due titoli nazionali su pista, gli ultimi della sua carriera nei velodromi.

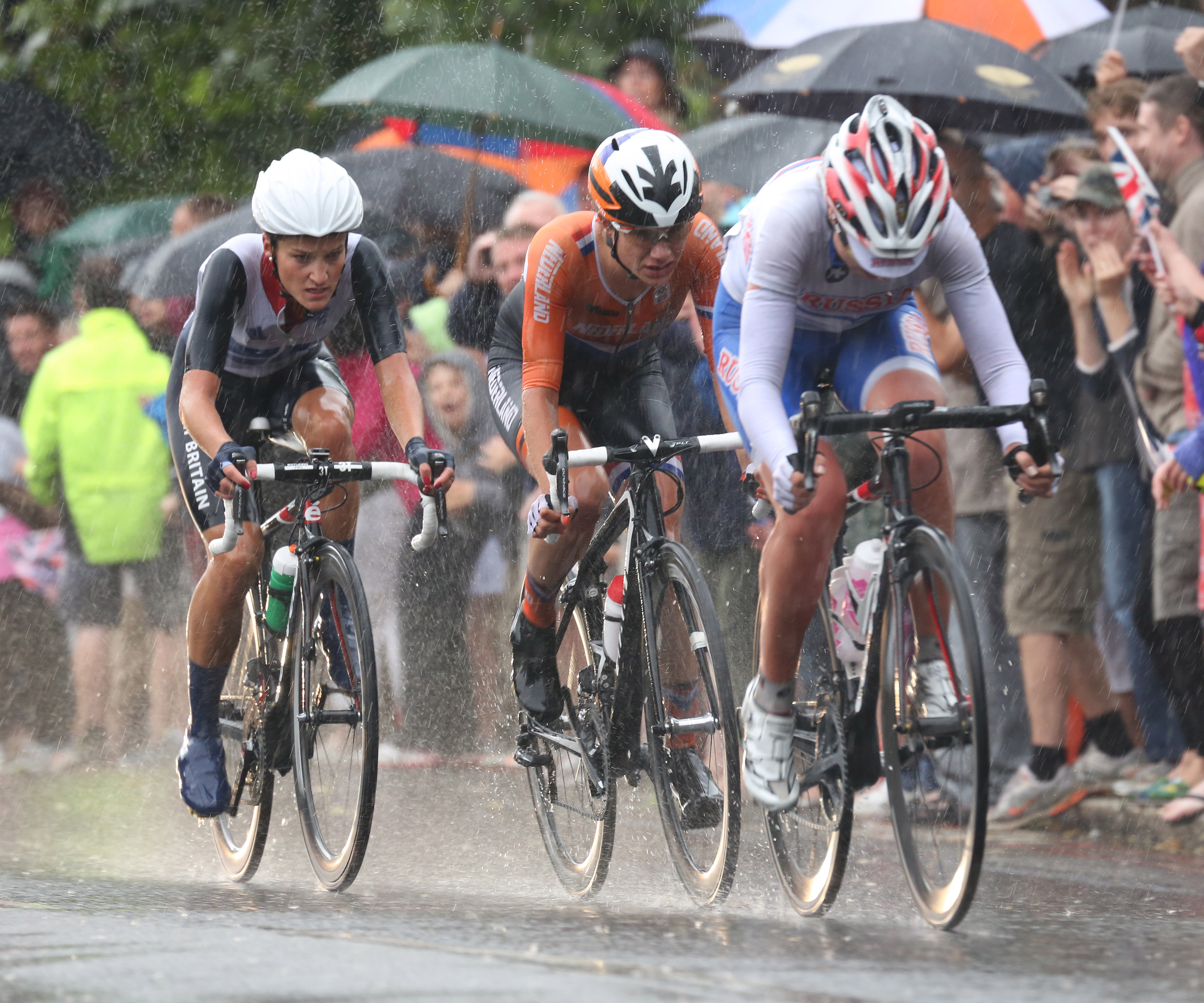
Armitstead (a sinistra), Marianne Vos (al centro) e Ol'ga Zabelinskaja impegnate nella prova olimpica di Londra 2012

Nel 2012, con la dismissione della Garmin-Cervélo, segue la connazionale Emma Pooley e altre quattro ex compagne al team olandese AA Drink-Leontien.nl. In primavera si aggiudica l'Omloop van het Hageland e la Gand-Wevelgem e si piazza terza all'Euregio Cup nel Drenthe, mentre in luglio, dopo il secondo posto al campionato nazionale in linea, contribuisce al podio finale di Pooley al Giro d'Italia e si piazza lei stessa quarta al Thüringen Rundfahrt. Convocata per la prova in linea dei Giochi olimpici di Londra, in programma il 29 luglio 2012, riesce ad aggiudicarsi la medaglia d'argento, la prima per il suo paese in quei Giochi, preceduta dalla sola Marianne Vos e davanti a Ol'ga Zabelinskaja, al termine di una volata a tre sotto la pioggia.

### Dal 2013: le coppe del mondo e il titolo mondiale
Nel 2013 viene messa sotto contratto dal team olandese Boels-Dolmans. In stagione ottiene un'unica vittoria, il titolo nazionale in linea, ma coglie anche numerosi piazzamenti, tra cui il secondo posto alla Valkenburg Hills Classic e nel campionato nazionale a cronometro, tre podi di tappa alla Route de France e altrettanti allo Holland Tour. Apre il 2014 con una serie di risultati nelle prime gare di coppa del mondo: riesce infatti a vincere il Ronde van Drenthe e a piazzarsi seconda al Trofeo Alfredo Binda-Comune di Cittiglio, al Giro delle Fiandre e alla Freccia Vallone; tra le gare del nord fa inoltre suo l'Omloop van het Hageland cogliendo diversi altri podi. In estate è in evidenza al Thüringen Rundfahrt, con un successo, quattro podi e il secondo posto finale, e ai Giochi del Commonwealth di Glasgow, nei quali riesce a vincere la medaglia d'oro in linea grazie a un'azione in solitaria sotto la pioggia. Al termine della stagione può festeggiare anche la vittoria nella classifica generale di coppa del mondo, ottenuta con 125 di vantaggio su Emma Johansson.
Il 2015 è per Armitstead un anno ricco di successi. Tra febbraio e marzo si aggiudica due tappe e la classifica finale del Tour of Qatar e il Trofeo Alfredo Binda-Comune di Cittiglio, valido per la coppa del mondo, mettendo a segno anche alcuni risultati positivi in corse minori. Prosegue la stagione con quattro successi tra maggio e giugno: la Valkenburg Hills Classic, la Philadelphia Classic (valida per la coppa del mondo), una tappa al Women's Tour in Regno Unito (seguita da una caduta che la costringe al ritiro) e il titolo nazionale in linea. Dopo aver corso senza risultati il Giro d'Italia, a fine agosto corona il secondo trionfo consecutivo in coppa del mondo vincendo il Grand Prix de Plouay. L'ottima stagione si conclude il 26 settembre, quando dopo una volata di gruppo riesce a vincere la prova in linea dei campionati del mondo a Richmond: diventa così la quarta britannica iridata su strada. Nella stessa rassegna ottiene la medaglia d'argento nella cronometro a squadre con le compagne della Boels-Dolmans.

## Palmarès

### Strada
- 2007 (Global Racing Team)

1ª tappa Cheshire Classic
2ª tappa Cheshire Classic
Classifica generale Cheshire Classic
Circuit de Wallonie
- 2008 (Team Halfords-Bikehut)

Boezinge - Kampioenschap van Vlaanderen
- 2009 (Lotto-Belisol Ladiesteam, due vittorie)

Campionati britannici, prova in linea Under-23
6ª tappa Tour de l'Ardèche (Bourg-Saint-Andéol > Bourg-Saint-Andéol)
- 2010 (Cervélo TestTeam, sei vittorie)

1ª tappa Tour de l'Aude (Rieux-Minervois > Rieux-Minervois)
Campionati britannici, prova in linea Under-23
7ª tappa Route de France (Saint-Dié-des-Vosges > Vittel)
3ª tappa Tour de l'Ardèche (Vals-les-Bains > Le Teil)
4ª tappa Tour de l'Ardèche (Saint-Sauveur-de-Montagut > Cruas)
5ª tappa Tour de l'Ardèche (Saint-Martin-d'Ardèche > Villeneuve-de-Berg)
- 2011 (Team Garmin-Cervélo, tre vittorie)

1ª tappa Tour of Chongming Island (Chongbei > Chongbei)
Campionati britannici, prova in linea
7ª tappa Thüringen Rundfahrt (Altenburg > Altenburg)
- 2012 (AA Drink-Leontien.nl, due vittorie)

Omloop van het Hageland
Gand-Wevelgem
- 2013 (Boels-Dolmans Cycling Team, una vittoria)

Campionati britannici, prova in linea
- 2014 (Boels-Dolmans Cycling Team, quattro vittorie)

Omloop van het Hageland
Ronde van Drenthe Worldcup
1ª tappa Thüringen Rundfahrt (Erfurt > Erfurt)
Giochi del Commonwealth, prova in linea
- 2015 (Boels-Dolmans Cycling Team, dieci vittorie)

3ª tappa Tour of Qatar (Souq Waqif > Al Khor Corniche)
4ª tappa Tour of Qatar (Sealine Beach Resort > Doha Corniche)
Classifica generale Tour of Qatar
Trofeo Alfredo Binda-Comune di Cittiglio
Valkenburg Hills Classic
Philadelphia Cycling Classic
1ª tappa Women's Tour (Bury St Edmunds > Aldeburgh)
Campionati britannici, Prova in linea
Grand Prix de Plouay
Campionati del mondo, Prova in linea
- 2016 (Boels-Dolmans Cycling Team, sette vittorie)

Omloop Het Nieuwsblad
Strade Bianche
Trofeo Alfredo Binda-Comune di Cittiglio
Giro delle Fiandre
Valkenburg Hills Classic
3ª tappa The Women's Tour (Ashbourne > Chesterfield)
Classifica generale The Women's Tour
- 2017 (Boels-Dolmans Cycling Team, tre vittorie)

Tour de Yorkshire
Campionati britannici, Prova in linea
Grand Prix de Plouay
- 2019 (Trek-Segafredo, due vittorie)

5ª tappa The Women's Tour (Llandrindod Wells > Builth Wells)
Classifica generale The Women's Tour
- 2020 (Trek-Segafredo, tre vittorie)

Grand Prix de Plouay
La Course by Le Tour de France
Liegi-Bastogne-Liegi
- 2021 (Trek-Segafredo, due vittorie)

Classifica generale Tour de Suisse
Parigi-Roubaix

#### Altri successi
- 2007 (Global Racing Team)

Nederzwalm-Hermelgem (criterium)
- 2008 (Team Halfords-Bikehut)

Waasmunster (criterium)
Aarschot (criterium)
- 2009 (Lotto-Belisol Ladiesteam)

Beveren-Prosperpolder (criterium)
Classifica giovani Giro d'Italia
Classifica a punti Tour de l'Ardèche
- 2010 (Cervélo TestTeam)

Classifica a punti Tour de l'Ardèche
Classifica giovani Route de France
- 2011 (Team Garmin-Cervélo)

Classifica a punti Thüringen Rundfahrt
- 2014 (Boels-Dolmans Cycling Team)

Classifica scalatrici Thüringen Rundfahrt
Classifica generale Coppa del mondo
- 2015 (Boels-Dolmans Cycling Team)

Classifica a punti Tour of Qatar
Classifica generale Coppa del mondo
- 2016 (Boels-Dolmans Cycling Team)

Vargarda UCI Women's WorldTour TTT (cronosquadre)
2ª tappa Holland Tour (Gennep, cronosquadre)
Campionati del mondo, Cronosquadre
- 2017 (Boels-Dolmans Cycling Team)

1ª tappa Giro d'Italia (Aquileia > Grado, cronosquadre)
- 2019 (Trek-Segafredo)

Classifica a punti The Women's Tour
- 2020 (Trek-Segafredo)

1ª tappa Giro d'Italia (Grosseto > Grosseto, cronosquadre)
Classifica generale UCI World Tour
- 2021 (Trek-Segafredo)

Classifica a punti Tour de Suisse
Classifica scalatrici Tour de Suisse
1ª tappa Giro d'Italia (Fossano > Cuneo, cronosquadre)
- 2024 (Lidl-Trek)

Classifica scalatrici Tour of Britain
1ª tappa Vuelta a España (Valencia, cronosquadre)

### Pista
- 2005

Campionati britannici, Corsa a punti Juniores
- 2007

Campionati europei, Scratch Under-23
- 2008

Campionati europei, Scratch Under-23
Campionati europei, Inseguimento a squadre Under-23 (con Katie Colclough e Joanna Rowsell)
Sei giorni di Amsterdam (con Alexandra Greenfield)
1ª prova Coppa del mondo 2008-2009, Scratch (Manchester)
1ª prova Coppa del mondo 2008-2009, Corsa a punti (Manchester)
1ª prova Coppa del mondo 2008-2009, Inseguimento a squadre (Manchester, con Katie Colclough e Joanna Rowsell)
2ª prova Coppa del mondo 2008-2009, Scratch (Melbourne)
2ª prova Coppa del mondo 2008-2009, Inseguimento a squadre (Melbourne, con Katie Colclough e Joanna Rowsell)
- 2009

5ª prova Coppa del mondo 2008-2009, Scratch (Copenaghen)
5ª prova Coppa del mondo 2008-2009, Inseguimento a squadre (Copenaghen, con Katie Colclough e Joanna Rowsell)
Campionati del mondo, Inseguimento a squadre (con Wendy Houvenaghel e Joanna Rowsell)
Campionati britannici, Scratch
Campionati britannici, Corsa a punti
1ª prova Coppa del mondo 2009-2010, Corsa a punti (Manchester)
1ª prova Coppa del mondo 2009-2010, Inseguimento a squadre (Manchester, con Wendy Houvenaghel e Joanna Rowsell)
- 2011

Campionati britannici, Scratch
Campionati britannici, Corsa a punti

#### Altri successi
- 2009

Classifica generale Coppa del mondo 2008-2009, Scratch

## Piazzamenti

### Grandi Giri
- Giro d'Italia

2009: 15ª
2011: ritirata (3ª tappa)
2012: non partita (7ª tappa)
2015: non partita (8ª tappa)
2016: non partita (7ª tappa)
2017: 44ª
2020: 30ª
2021: 4ª
2023: 38ª
2024: 55ª
- Tour de France

2023: 35ª
2024: 74ª
- Vuelta a España

2023: 47ª
2024: 58ª

### Competizioni mondiali

#### Strada
- Campionati del mondo su strada

Vienna 2005 - In linea Juniores: ritirata
Spa 2006 - In linea Juniores: 12ª
Stoccarda 2007 - In linea Elite: ritirata
Varese 2008 - In linea Elite: 41ª
Mendrisio 2009 - In linea Elite: 27ª
Melbourne 2010 - In linea Elite: 9ª
Copenaghen 2011 - In linea Elite: 7ª
Toscana 2013 - Cronosquadre: 10ª
Toscana 2013 - In linea Elite: 19ª
Ponferrada 2014 - Cronosquadre: 5ª
Ponferrada 2014 - In linea Elite: 7ª
Richmond 2015 - Cronosquadre: 2ª
Richmond 2015 - In linea Elite: vincitrice
Doha 2016 - Cronosquadre: vincitrice
Doha 2016 - In linea Elite: 4ª
Bergen 2017 - In linea Elite: 42ª
Yorkshire 2019 - In linea Elite: 31ª
Imola 2020 - In linea Elite: 6ª
Fiandre 2021 - In linea Elite: 14ª
Glasgow 2023 - In linea Elite: 6ª
- Coppa del mondo/World Tour

Coppa del mondo 2009: 53ª
Coppa del mondo 2011: 7ª
Coppa del mondo 2012: 107ª
Coppa del mondo 2013: 14ª
Coppa del mondo 2014: vincitrice
Coppa del mondo 2015: vincitrice
World Tour 2016: 3ª
World Tour 2017: 7ª
World Tour 2019: 21ª
World Tour 2020: vincitrice
World Tour 2021: 17ª
- Giochi olimpici

Londra 2012 - In linea: 2ª
Londra 2012 - Cronometro: 10ª
Rio de Janeiro 2016 - In linea: 5ª
Tokyo 2020 - In linea: 11ª
Parigi 2024 - In linea: 12ª

#### Pista
- Campionati del mondo su pista

Manchester 2008 - Scratch: 7ª
Manchester 2008 - Corsa a punti: 19ª
Pruszków 2009 - Inseguimento a squadre: vincitrice
Pruszków 2009 - Scratch: 2ª
Pruszków 2009 - Corsa a punti: 3ª
Ballerup 2010 - Inseguimento a squadre: 2ª
Ballerup 2010 - Omnium: 2ª
Ballerup 2010 - Corsa a punti: 9ª

### Competizioni europee
- Campionati europei su strada

Sofia 2007 - In linea Under-23: 6ª
Plouay 2020 - In linea Elite: ritirato
- Campionati europei su pista

Cottbus 2007 - Scratch Under-23: vincitrice
Cottbus 2007 - Corsa a punti Under-23: 2ª
Pruszków 2008 - Inseguimento a squadre Under-23: vincitrice
Pruszków 2008 - Scratch Under-23: vincitrice
Pruszków 2008 - Corsa a punti Under-23: 2ª